# Малл
Малл (англ. Mull, гэльск. Muile) — остров в составе архипелага Внутренние Гебриды, в западной части Шотландии. Административно относится к округу Аргайл-энд-Бьют. Крупнейший населённый пункт — город Тобермори на северо-западе острова.
Остров Малл насыщен архитектурными достопримечательностями, которые включают замок Торосей (англ. Torosay Castle) — построенный в шотландском баронском стиле и замок Дуарт (англ. Duart Castle) — являвшийся усадьбой клана Маклин.